# Adam Kozłowiecki
Adam Kozłowiecki (Huta Komorowska cerca de Rzeszów, entonces Imperio austrohúngaro, 1 de abril de 1911-Lusaka, Zambia, 28 de septiembre de 2007) fue un sacerdote Jesuita que se desempeñó como misionero activo y arzobispo de Lusaka.

## Biografía
Nació el 1 de abril de 1911, era hijo de Adam Kozłowiecki y de su esposa María Janochów Kozłowieckich, una familia refugiada. En los años 1921 y 1925, asistió al departamento de Ciencia y Educación de St. Joseph Chyrowie, dirigido por los jesuitas. Luego estudió en la Escuela Superior de Santa María Magdalena en Poznan entre 1926 y 1929. El 30 de julio de 1929, se unió a la Compañía de Jesús, y luego estudió en la facultad religiosa de filosofía en Cracovia desde 1931 hasta 1932. Más tarde, Kozłowiecki estudió en la facultad de Teología Bobolanum en Lublin desde 1933 hasta 1937. Fue ordenado sacerdote el 24 de junio de 1937 en Lublin. Desde 1933 hasta 1934 trabajó como educador de los jóvenes en el internado del Departamento de Ciencia y Educación de St. Joseph Chyrowie.
El 10 de noviembre de 1939 fue arrestado por la Gestapo. Inicialmente fue encarcelado en Cracovia. En junio de 1940, fue trasladado a los campos de concentración de Auschwitz-Birkenauy y en diciembre de 1940 al campamento Dachau (KL) (campamento número 22.187).
Fue creado cardenal por el papa Juan Pablo II en el consistorio, el 21 de febrero de 1998. Kozłowiecki obtuvo el título cardenalcilio de San Andreae en Quirin.

## Premios y conmemoración

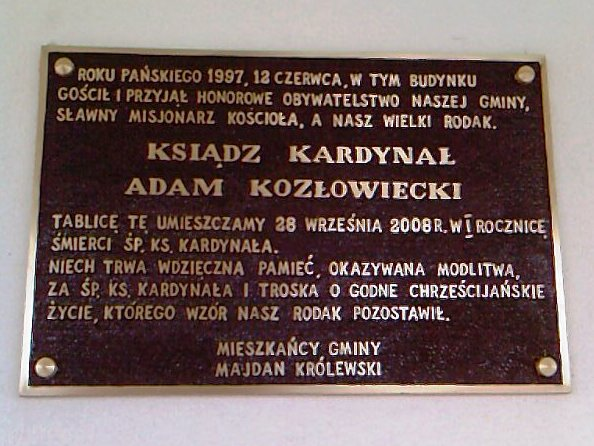
Placa conmemorativa en honor a Adam Kozłowiecki

El 25 de mayo de 1985 fue condecorado por el presidente Kenneth Kaunda con la medalla de la Orden del gran Compañero de la Libertad. El 19 de diciembre de 2006 recibió la medalla francesa de la Orden Nacional de la Legión de Honor. El 5 de abril de 1995, el presidente Walesa le entrgó la Cruz de la Orden del Mérito de la República de Polonia del comandante.
Por orden del Presidente de la República de Polonia Lech Kaczynski, el 24 de mayo de 2007, debido a sus logros sobresalientes en el trabajo misionero para el bienestar de las personas necesitadas y su actitud demasiado patriótica en el mundo, fue galardonado con la Gran Cruz de la Orden del Renacimiento de Polonia.

## Fallecimiento
Kozłowiecki falleció el 28 de septiembre de 2007.
En el primer aniversario de su muerte, el 2 de octubre de 2008, se estrenó en el edificio de oficinas Maidan Reales,  una placa conmemorativa de la visita en su honor.
El 24 de septiembre de 2011, la familia Huta Komorowska abrió un museo en honor al cardenal Kozłowiecki.